# 徐元稔
徐元稔（1472年—？），字明嘉，福建興化府莆田縣人，民籍，明朝政治人物。

## 生平
弘治八年（1495年）乙卯科福建鄉試第七名舉人。弘治十五年（1502年）中式壬戌科會試第四十三名，三甲第一百四十四名進士。授南京大理寺評事，正德三年（1508年）三月与福建左參政熊達疏請立祠祭祀宋朝抗元英雄陳瓚、陳文龍叔侄。歷升寺正，五年正月以事降調外任。謫江西奉新縣知縣，累升郎中。

## 家族
曾祖徐士逢；祖父徐于光；父徐可玉，母蕭氏。慈侍下。弟徐元程。